# Schiumatoio

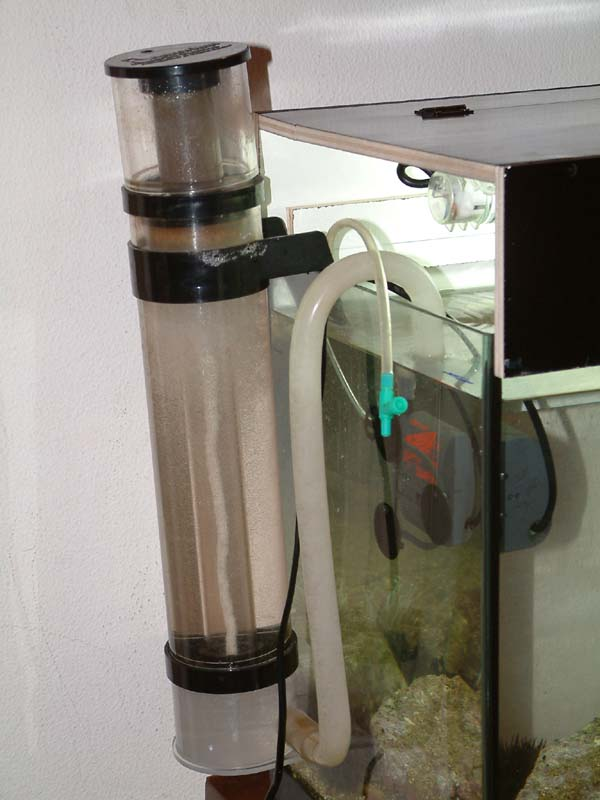
Schiumatoio "Esterno"

Lo schiumatoio è un apparecchio usato In un moderno acquario marino per la purificazione dell'acqua dai composti nocivi derivanti dal degrado di materia organica (cibo non consumato, escrementi degli organismi presenti, organismi deceduti). 

## Funzionamento
Non si avvale dei classici filtri biologici composti da materiale poroso dove si annidano batteri aerobi che scompongono i composti proteici secondo il ciclo dell'azoto (materiale proteico -> ammoniaca -> nitriti ->nitrati). 
Questo perché, se da una parte l'uso di tali filtri “nitrificanti”  riusciva a trasformare la velenosa ammoniaca (NH3) prima nei tossici nitriti (NO2) quindi nei più tollerabili nitrati (NO3), non riusciva poi a smaltire questi ultimi creando quindi un ristagno degli stessi con conseguenti problemi per l'acquario stesso come enorme crescita di alghe, cianobatteri e cattiva qualità dell'acqua creando un ambiente non idoneo all'allevamento di pesci e/o invertebrati più delicati.
La soluzione che si è trovata è stato l'abbinamento di una notevole quantità nell'acquario di rocce vive  (che grazie anche ad una intensa illuminazione ed un forte movimento dell'acqua svolgono sia la funzione "nitrificante" che quella “denitrificante” e cioè la trasformazione dei nitrati in azoto gassoso) e l'uso dello schiumatoio o, in inglese, skimmer.
Quest'ultimo si compone di una colonna cilindrica (colonna di contatto), normalmente in materiale plastico, dove viene immessa acqua mista ad una grande quantità di bolle d'aria di dimensioni submillimentriche, sfruttando le proprietà della pellicola di tensione superficiale tra aria e acqua queste “microbolle” catturano le molecole proteiche generando una schiuma che straborda dalla colonna finendo in un bicchiere di raccolta amovibile che viene ciclicamente pulito dalla “melma” raccolta al suo interno.
In sintesi lo schiumatolo riesce ad eliminare meccanicamente parte dei composti organici prima che entrino nel ciclo dell'azoto.

## Tipi
Gli schiumatoi si dividono fondamentalmente in due famiglie in funzione del metodo della creazione delle bolle, queste vengono infatti generate o da un aeratore collegato ad una "pietra" porosa in legno di tiglio o da una pompa che mediante delle speciali giranti “a spazzola” miscela acqua ed aria e le “spara” all'interno dello schiumatolo.
Gli schiumatoi a “pompa” sono certamente più prestanti di quelli a pietra porosa anche se tendono ad eliminare tutto, compreso il plancton, quelli a pietra porosa sono più delicati verso quest'ultimo ma non adeguatamente prestanti per vasche di grosse dimensioni.
Un'ulteriore distinzione è quella fra gli schiumatoi da immersione, cioè da posizionare dentro la vasca tecnica o sump, e quelli esterni che lavorano appesi ad uno dei vetri laterali dell'acquario.